# Боуторхой
Боуторхой (чечен. БӀовтӀарa) — покинутое село в Итум-Калинском районе Чеченской Республики.

## География
Расположен на правом берегу реки Мулкойэхк, к северо-западу от районного центра Итум-Кали.
Ближайшие населённые пункты и развалины бывших аулов: на северо-западе — бывшие аулы Энисты, Калгой, на северо-востоке — село Борзой, на юго-востоке — бывшие аул Басхой и село Гухой.